# Vilhelm Junnila
Lassi Vilhelm Junnila, född 6 mars 1982 i Nådendal, är en finländsk politiker (Sannfinländarna). Han är ledamot av Finlands riksdag sedan 2019. Han var Finlands näringsminister från 20 juni till 6 juli 2023.
Junnila blev invald i riksdagsvalet 2019 med 10 788 röster från Egentliga Finlands valkrets. Han omvaldes i riksdagsvalet 2023 med 8 303 röster.
Sommaren 2023 utsågs Junnila till näringsminister i regeringen Orpo. Tio dagar efter att han tillträdde som minister fick Junnila meddela om sin avgång efter att hans kopplingar till extremhögergrupper hade förorsakat en skandal. En vecka senare valde Sannfinländarna den före detta samlingspartisten Wille Rydman till Junnilas efterträdare. Rydman hade bytt parti till Sannfinländarna i början av år 2023.